# Cerastis amicta
Cerastis amicta är en fjärilsart som beskrevs av Donzel 1848. Cerastis amicta ingår i släktet Cerastis och familjen nattflyn. Inga underarter finns listade i Catalogue of Life.